# 은덕탄상
은덕탄상(恩德炭床)은 6.13탄전(류월십삼일탄전, 통칭 아오지 탄광(阿吾地 炭鑛))이 위치하고 있는 조선민주주의인민공화국 함경북도 경흥군의 갈탄 탄전이다. 분류상 제3기 함북북부탄전에 속한다.

## 지명과 역사
이 곳은 두 물줄기가 하나를 이룬다는 뜻을 가진 아우라지의 동북 방언인 '아오지'(阿吾地)라는 지명으로 알려져 있는데, 대한민국 충청남도 천안시에 위치한 지명인 아우내, 강원특별자치도 정선군에 위치한 지명인 아우라지와 비슷한 어원을 공유한다. 그 외에 여진어로 불타는 돌, 검은 금을 뜻하는 단어에서 유래되었다는 설이 있다.
일제강점기에는 함경북도 경흥군 아오지읍에 속해 있었는데, 허술한 노동 안전과 동발이 제대로 설치되지 않은 상태에서 작업을 강행하여 갱이 무너지는 사고가 빈발하였다. 한반도가 분단된 이후에는 한동안 조선민주주의인민공화국의 정부 정책에 반대하던 정치범들, 6.25 전쟁 국군포로들이 막장을 캤던 곳으로 악명이 높았다. 1967년 6월 13일에 김일성 조선민주주의인민공화국 주석이 이 곳을 방문하여 현지 지도에 나서면서 탄광 지역으로 개편되었는데, 김일성은 아오지 탄광이 한국어같지 않은 지명이라고 주장하면서 개명할 것을 지시하게 된다. 그 뒤 아오지 탄광은 1967년에 6.13탄광(김일성이 현지 지도에 나섰던 1967년 6월 13일에서 따옴), 오봉 탄광으로 분할되었고, 1981년에는 옛 아오지리가 학송리(현재의 학송로동자구, 김일성의 측근이었던 김학송에서 이름을 따옴)로 개편되었다.

## 지질 개요
경흥군 지역에는 유연탄이 매장된 제3기층이 좁은 지역에 발달되여 있다. 이 곳의 층서는 아래에서부터 다음과 같다.
- 1. 평안계
- 2. 화강암류(평안계를 관입접촉)
- 3. 제3기층 현무암(화강암류를 피복)
- 4. 제3기층 함탄층
- 5. 응회질엽암층
- 6. 제4기퇴적물(응회질엽암층과 경사부정합을 이룸)

평안계의 지층은 흑색 또는 암회색 엽암과 청회색 중립질 사암을 주로 하며 하부층준에는 석회암층이 있다. 평안계를 관입한 화강암류는 석영섬록암질인 것과 화강암의 두 종류가 있는데 전자는 후자보다 먼저 형성되여 상당히 압쇄되여있다.
제3기 함북북부탄전은 고제3기부터 신제3기에 이르는 기간에 이루어져있는데, 아래에서부터 하면통·새별통·증산통의 순서로 놓여있다.
이 중 하면통은 함북북부탄전의 기본함탄층으로 은덕·하면·온성·회령 등 탄전 전반구역에 속하며 오봉리층군을 부정합으로 덮고 있다. 시대적으로는 중신세에 속한다. 이 통은 이전에 "하부 행영층"(1927), "하부온성층"(1957), "평륙층"(1960), "온성통의 하부분통"(1962) 등으로 불리던 지층으로 대체로 분지들의 주변부에 드러나있다. 하면통은 대부분 두만계와 두만강암군우에 부정합으로 놓여있으나 은덕지구에서는 남석통우에 놓여있다. 주로 사암, 역질사암, 분사암, 역암과 함탄층으로 되여있으며 역암이 많은 곳도 있다. 가운데에 놓이는 이암층을 경계로 아래함탄층과 웃함탄층으로 갈라지는데, 아래함탄층은 암상변화가 비교적 심하고 일반적으로 밑바닥에 역암층이 놓인다. 아래함탄층의 층후는 은덕에서 500 m이다. 중부이암층은 거의 단일한 회색, 회흑색 호성이암으로 그 층후는 20 ~ 80 m이다. 이 층에서는 민물조개화석과 연체동물, 물고기화석이 발견되였다. 웃함탄층은 분사암, 사암, 이암으로 이루어져있으며 석탄과 역암이 끼어있다. 사암에는 경사층리가 있으며 분사암과 이암에는 식물화석이 들어있다. 이 함탄층안에 있는 석탄층은 비교적 잘 이어져 산업적 가행되상으로 된다. 석탄층은 주로 세립사암, 분사암, 탄질사암과 관련되여있으며 앞서 언급했듯이 주로 통의 웃부분에 치우친다. 산업적인 탄층들은 아래부분에서는 3~4매, 많은 곳은 10~12매까지 끼여있으며 그 층후는 보통 1~2 m, 두꺼우면 6~20 m 에 달한다. 은덕에는 발열량이 5000 kcal을 넘는 고열탄이 있다.
함북북부탄전의 제3기층은 북동방향의 단열구조요함지에 분포되여있다. 함탄분지들은 북북동방향과 북서방향으로 달리는 단열구조들의 교차부에서 발생한다. 은덕군 학송리 분지의 경우, 그 축방향은 북북동방향이다. 그리고 구조운동에 의해 분지들은 전반적으로 동쪽과 남쪽이 더 깊이 꺼져있다. 분지의 동쪽으로 갈수록 탄층의 두께는 얇아지고 질도 나빠지나, 서쪽으로 가면 탄층은 두꺼워지고 질이 좋아진다. 그러나 서쪽 끝에서 탄층이 얇아지며 회분과 우라늄 등의 희유원소가 많아진다.

## 탄상개요
탄전은 함경북도 은덕군 은덕읍과 룡연로동자구에 있다. 오래전부터 알려졌으며 탄층은 그 주향방향이 북북동이고 경사방향은 남쪽으로 달린다. 1,2번 탄층의 주향길이는 0.5 ~ 1 km이며 경사방향길이는 수 미터에서 1 km이다.  탄전의 전망매장량은 1억톤이며 1982년 1월 1일 현재 잔존매장량은 7914만 4000톤이다. 이 지역의 유연탄은 점결성이 없고 발열량은 4500 ~ 6000 kcal 정도 사이이며 순탄의 고정탄소분은 35 ~ 40%, 휘발분은 35% 내외, 수분은 12 ~ 13% 정도 된다.

## 같이 보기
- 한국의 지질
- 평안 누층군